# Whitney Island
Whitney Island ist eine Insel im nördlichen Abschnitt des George-VI-Sunds vor der Rymill-Küste des Palmerlands auf der Antarktischen Halbinsel. Sie ist die zweitgrößte und östlichste der Rhyolith-Inseln.
Das Advisory Committee on Antarctic Names benannte sie 1977 nach dem Farrell W. Whitney (1929–2014) von der United States Navy, der zwischen 1958 und 1971 für die Flugstaffel VXE-6 auf der McMurdo-Station und im neuseeländischen Christchurch tätig war.